# 弗萊明峰
77°15′S 144°30′W / 77.250°S 144.500°W
弗萊明峰（英語：Fleming Peaks）是南極洲的山峰，位於瑪麗伯德地，屬於福特山脈的一部分，處於博伊德冰川北面，距離貝利嶺11公里，該山峰由美國探險隊發現。